# Sapporo International Ski Marathon
Sapporo International Ski Marathon – długodystansowy bieg narciarski, rozgrywany co roku w pierwszej połowie lutego, w japońskim mieście Sapporo, w prefekturze Hokkaido.
Pierwsza edycja biegu miała miejsce w 1981 roku, udział w biegu wzięło 114 uczestników. Pierwotnie rozgrywano go na dystansie 30 km, jednak w 1982 roku trasę przedłużono do 42 km, a trzy lata później do obecnej długości 50 km. Bieg ten od 1985 roku należy do cyklu Worldloppet. Odbywa się techniką dowolną na trasie, która w znacznej części wykorzystywana była podczas XI Zimowych Igrzysk Olimpijskich w 1972 roku. Organizatorzy imprezy wzorowali się na norweskim festiwalu Holmenkollen.

## Lista zwycięzców od 2006 roku
| Rok  | Mężczyźni                                | Czas                                     | Kobiety                                  | Czas                                     |
| ---- | ---------------------------------------- | ---------------------------------------- | ---------------------------------------- | ---------------------------------------- |
| 2025 | Scott Patterson                          | 1:25:10,5                                | Caitlin Patterson                        | 1:35:12,8                                |
| 2024 | Misaki Taiga                             | 2:37:50,1                                | Kaumi Yoneda                             | 3:00:43,8                                |
| 2023 | Munefumi Kodama                          | 2:19:04,9                                | Masako Ishida                            | 2:28:33,7                                |
| 2022 | Bieg odwołany z powodu braku śniegu      | Bieg odwołany z powodu braku śniegu      | Bieg odwołany z powodu braku śniegu      | Bieg odwołany z powodu braku śniegu      |
| 2021 | Bieg odwołany z powodu pandemii COVID-19 | Bieg odwołany z powodu pandemii COVID-19 | Bieg odwołany z powodu pandemii COVID-19 | Bieg odwołany z powodu pandemii COVID-19 |
| 2020 | Bieg odwołany z powodu pandemii COVID-19 | Bieg odwołany z powodu pandemii COVID-19 | Bieg odwołany z powodu pandemii COVID-19 | Bieg odwołany z powodu pandemii COVID-19 |
| 2019 | Keishin Yoshida                          | 2:28:44,1                                | Aya Mizuki                               | 2:48:18,1                                |
| 2018 | Hiroyuki Miyazawa                        | 2:29:38,5                                | Yuki Kobayashi                           | 2:44:14,1                                |
| 2017 | Yuma Yoshida                             | 2:29:26,6                                | Sora Takizawa                            | 2:50:28,5                                |
| 2016 | Daisuke Narita                           | 2:30:23,6                                | Kazumi Yoneda                            | 2:59:45,5                                |
| 2015 | Hiroya Funamizu                          | 2:28:25,8                                | Kamila Bořutová                          | 2:53:10,6                                |
| 2014 | Takashi Koyama                           | 2:38:52,8                                | Kazumi Yoneda                            | 3:18:03,2                                |
| 2013 | Yuki Nakajima                            | 2:26:01,4                                | Kazumi Yoneda                            | 2:57:29,2                                |
| 2012 | Hiroya Funamizu                          | 2:32:51,3                                | Lena Pichard                             | 2:56:10,6                                |
| 2011 | Hiroshi Yamada                           | 2:21:33,7                                | Midori Furusawa                          | 3:06:50,4                                |
| 2010 | Seth Downs                               | 2:32:19,6                                | Belinda Phillips                         | 3:06:56,8                                |
| 2009 | Tomio Kanamaru                           | 2:51:48,1                                | Kazumi Yoneda                            | 3:46:35,4                                |
| 2008 | Takashi Shindou                          | 2:26:22,6                                | Midori Furusawa                          | 3:05:52,9                                |
| 2007 | Takafumi Miyoshi                         | 2:42:15,5                                | Kanako Sato                              | 3:20:48,3                                |
| 2006 | Tomio Kanamaru                           | 2:21:22,1                                | Kanako Sato                              | 3:22:25,3                                |